# Pillnitz (Schiff, 1886)
Der Raddampfer Pillnitz wurde 1886 in der Schiffswerft Blasewitz gebaut. Das Schiff wurde unter dem Namen Koenigin Carola mit der Baunummer 20 auf Kiel gelegt. Namensgeber des Schiffes war Carola von Wasa-Holstein-Gottorp, die sächsische Königin.
Im Jahr 1919 erfolgte die Umbenennung in Diesbar und 1923 in Elida. 1927 erhielt es als drittes Schiff den Namen Pillnitz. Nachdem es 1952 in Weltfrieden umbenannt worden war, bekam es 1993 wieder seinen alten Namen Pillnitz. Seit 1992 gehört es zum Bestand der Sächsischen Dampfschiffahrt.

## April 1886 bis 1945

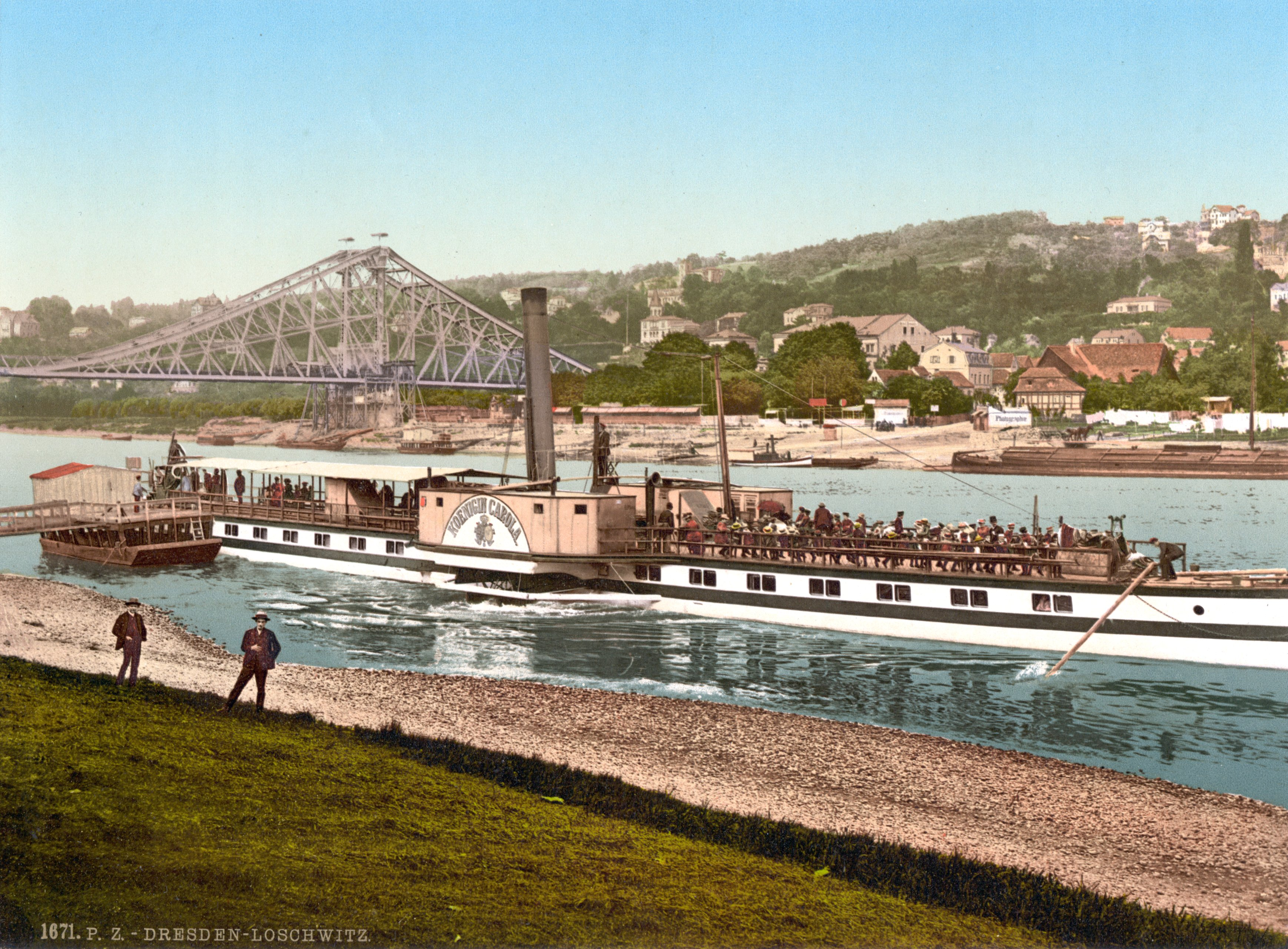
1886 als Königin Carola gebaute spätere Pillnitz um 1900 vor dem Blauen Wunder

Nach dem Stapellauf am 27. April 1886 wurde das Schiff zum 50. Jubiläum der Gesellschaft am 16. Mai 1886 als Glattdeckdampfer in Dienst gestellt und fuhr für die Sächsisch-Böhmische Dampfschiffahrts-Gesellschaft (SBDG). Nach der Einstellung des Geschäftsbetriebes fuhr das Schiff für die 1923 neu gegründete Sächsisch-Böhmische Dampfschiffahrt, Aktiengesellschaft (SBDA). Der ab 1926 übliche weiße Anstrich der Schiffe brachte ihr den Namen Weiße Flotte ein.
1911/12 erfolgte der Umbau der Dampfmaschine und der Kesselanlage. Der Raddampfer erhielt eine Dampfsteuermaschine zum besseren Manövrieren und einen Dampfturbogenerator zur Erzeugung elektrischen Stroms (Gleichstrom). Die Beleuchtung wurde von Petroleum auf elektrisches Licht umgestellt. Am 25. Mai 1919 wurde es wie alle Schiffe, die Namen eines Monarchen oder einer Monarchie trugen, umbenannt und erhielt den Namen Diesbar nach dem Ort Diesbar zwischen Meißen und Riesa.

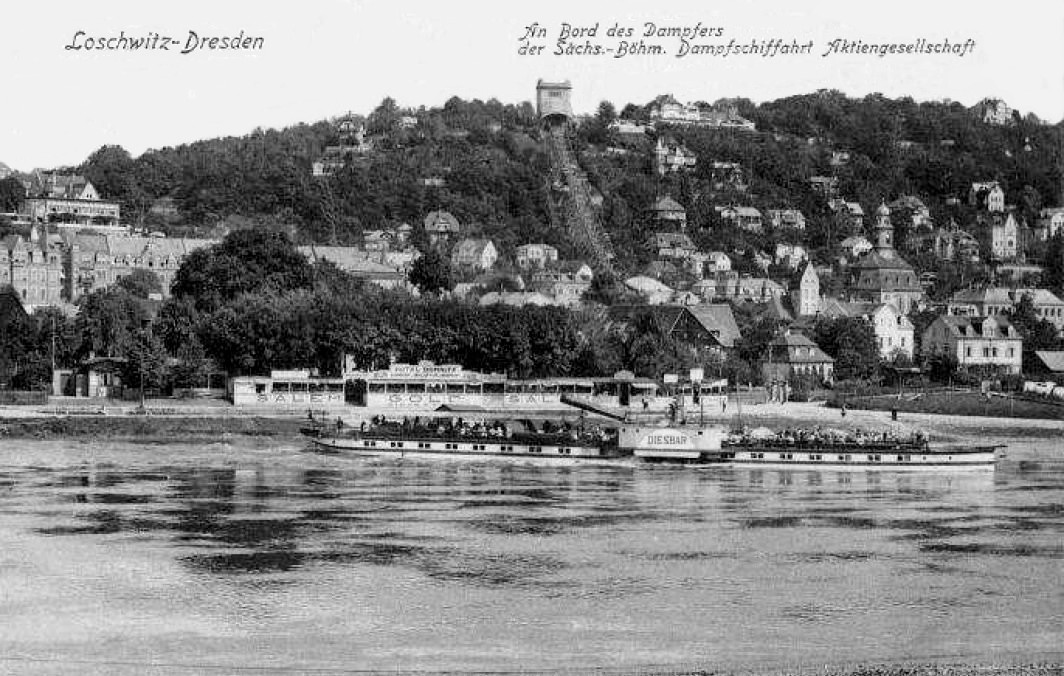
Als Diesbar in Loschwitz

Nach der Fusion der SBDG und der Neuen Deutsch-Böhmischen Elbschifffahrts-AG (NDBG) übernahm die NBDG 1923 das Schiff. Es sollte als Eildampfer unter dem Namen Elida eingesetzt werden.
Im Februar 1924 fuhr das Schiff bei Hochwasser und Schneesturm bei Lößnig auf den Korrektionsdamm auf. Mit Hilfe eines Schleppers konnte es aber vom Damm gezogen werden.
1924 pachtete die im Jahr 1923 neu gegründete SBDA das Schiff und kaufte es 1925 zurück. Im Winter 1926/27 wurde das Schiff komplett umgebaut. Es wurde um 3,66 m von ursprünglich 60,53 m auf 64,19 m verlängert, mit einer Dampfheizung ausgestattet und erhielt ein Oberdeck sowie einen hinteren Decksalon. Aufgrund dieser Modernisierungsarbeiten und der daraus resultierenden Schiffsvergrößerung wurde 1927 die Fahrgastkapazität von ursprünglich 640 auf 788 Passagiere erhöht. Für den Betrieb waren zehn Mann Besatzung notwendig. Der Tiefgang, der leer 0,54 m betrug, erhöhte sich durch die Umbauten auf 0,74 m. Die pro Rad elf hölzernen Schaufeln mit einer Länge von 2,2 m wurden durch Schaufeln aus Stahl ersetzt. Gleichzeitig fand ein Namenstausch mit der Diesbar statt und das Schiff fuhr ab 1927 unter dem Namen Pillnitz. Die Gründe dafür sind unbekannt. Im Winter 1927/28 wurde der bisherige grün-weiße Anstrich geändert, das Schiff erhielt eine weiße Farbe.
Am 28. Juni 1931 kollidierte die Pillnitz mit der Bodenbach. Die Pillnitz musste daraufhin außer Betrieb gesetzt werden.
Am 29. Juli 1933 wurde die Pillnitz durch ein Unwetter im Bereich des Fährhauses Zeichen auf das Ufer gedrückt und erlitt einen Steuerschaden.
Am 14. Juli geriet die Pillnitz auf Grund von Niedrigwasser bei Hosterwitz auf Grund und wurde leck geschlagen.
Im Jahr 1935 kollidierte das Schiff mit einem Brückenbogen der Augustusbrücke, wobei der rechte Radkasten stark beschädigt wurde.
Im Zweiten Weltkrieg erhielten die Pillnitz wie andere Schiffe der Gesellschaft einen Tarnanstrich und wurden zur Evakuierung von Opfern der Bombenangriffe auf Hamburg eingesetzt. Am 15. Februar 1945 erhielt die Pillnitz am Terrassenufer einen Treffer durch einen Bomben-Blindgänger. Dadurch erlitt das Schiff geringfügige Beschädigungen.

## Seit Ende des Zweiten Weltkriegs bis 1992
Die SBDA wurde am 1. Februar 1947 in Volkseigentum überführt und erhielt den Namen VEB Elbeschiffahrt Sachsen. Von 1950 bis 1957 gehörte sie zum VEB Deutsche Schiffahrts- und Umschlagszentrale (DSU). Nach deren Auflösung entstand 1957 der VEB Fahrgastschiffahrt und Reparaturwerft Dresden und ab 1967 der VEB Fahrgastschiffahrt Dresden.
Die Pillnitz wurde nach der Reparatur schon im Sommer 1945 mit weißem Anstrich wieder in Dienst gestellt. 1950 fuhr sie bei Talfahrt unterhalb der Anlegestelle Kleinzschachwitz bei Niedrigwasser auf einen Felsbrocken im Flussbett auf und erhielt dadurch fünf Lecks und sank. Nach dem Abdichten der Lecks wurde das Schiff gehoben und in die Laubegaster Werft gebracht. Hier wurde es überholt und am 1. Mai 1952 unter dem Namen Weltfrieden wieder in Dienst gestellt.

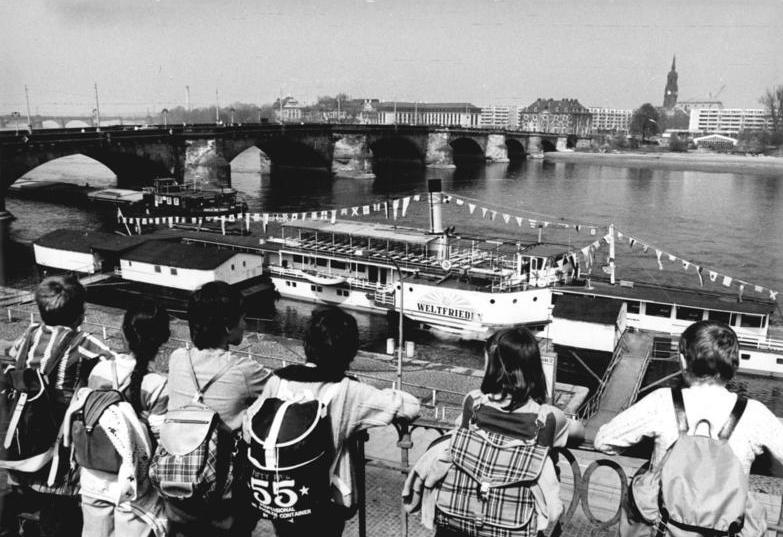
Die Pillnitz 1987 als Weltfrieden am Terrassenufer vor der Augustusbrücke

Am 13. August 1955 nahm das Schiff an einer Sonderfahrt für die Pionierorganisation Dresden gemeinsam mit der Freundschaft und der Meissen teil.
Das Oberdeck wurde 1955 um 3 m nach vorn verlängert und die Radkästen erneuert. 1963/64 erhielt die Weltfrieden ein neues Kesselhaus und eine neue elektrische Anlage. Im Jahr 1966/67 wurden die Maschinenanlagen überholt und ein vorderer Decksalon aufgebaut.
Bei der turnusmäßigen Revision im Winter 1979/80 wurden am Kessel starke Verschleißerscheinungen festgestellt und das Schiff daraufhin ausgemustert. Zwischen 1981 und 1983 wurde das Schiff einer Generalreparatur unterzogen. Die Decksalons wurden erneuert, das Ruderhaus ersetzt und die technischen Einrichtungen modernisiert. Der Schornstein und die Schornsteinwinde zum Umklappen des Schornsteins bei Brückendurchfahrten wurden erneuert.
Im Maschinenbereich wurde der Kessel durch einen Neubaukessel der VEB Dampfkesselbau Übigau mit etwa gleichen technischen Daten ersetzt. Außerdem wurde eine neue Feuerlöschpumpe installiert, der Niederdruckkolben ersetzt und die Dampfturbine des Generators überholt.
Am 13. April 1983 wurde das Schiff wieder in Dienst gestellt und absolvierte am 27. April 1983 seine erste planmäßige Fahrt. Nach dem Umbau betrug die Zahl der Passagiere 805. Die Besatzung wurde mit sieben Personen angegeben.
Im Jahr 1986 feierte es als sechstes Schiff sein 100-jähriges Dienstjubiläum.

## Seit 1992 – bei der Sächsischen Dampfschiffahrt
Nach der deutschen Wiedervereinigung ging die Gesellschaft in die Treuhand über und wurde 1992 durch den Verkauf an die Conti-Reederei in Putzbrunn bei München privatisiert. Der neue Name lautete Sächsische Dampfschiffahrts-GmbH & Co. Conti Elbschiffahrts KG. Am 23. November 1992 wurde das Schiff in der Laubegaster Werft an Land genommen. Hier wurden alle über das Oberdeck ragenden Aufbauten entfernt. Im Dezember 1992 wurde das Schiff vom Schleppdampfer Sachsenwald zur Schiffswerft in Genthin überführt. Hier erfolgte die schiffsbautechnische Rekonstruktion. Am 19. Mai 1993 traf die Weltfrieden, bugsiert von einem Schubschiff, wieder in Laubegast ein. Hier wurde die historische Rekonstruktion zu Ende geführt. Am 10. Juli 1993 wurde das Schiff wieder in Betrieb genommen und erhielt gleichzeitig seinen alten Namen Pillnitz.
Nach 10-monatiger Reparatur wurde die Pillnitz am 30. Juli 2018 wieder zu Wasser gelassen. Hintergrund für den Werftaufenthalt war die Erneuerung des Unterbaus der Dampfmaschine. Dazu musste die Maschine komplett ausgebaut werden. Das von Hand angefertigte Bauteil wurde im April 2018 eingebaut. Dabei stellte man Ungenauigkeiten fest. Das Teil konnte nicht verwendet werden und musste neu angefertigt werden. Am 12. Juli 2018 wurden dann mit Hilfe eines Krans der Hochdruck- und der Niederdruckzylinder der Maschine in das Schiff gehoben. Eine von Tschechien kommende Welle ließ den Elbpegel am 30. Juli von 55 cm auf 87 cm ansteigen. Damit war es möglich das Schiff zu Wasser lassen.

## Technik
Die Dampfmaschine ist eine oszillierende Hochdruck-Zweizylinder-Verbund-Dampfmaschine mit Einspritzkondensation. Diese treibt über eine Kurbelwelle zwei seitliche Schaufelräder an.
Gebaut wurde die Maschine von der Sächsische Dampfschiffs- und Maschinenbauanstalt der Österreichischen Nordwest-Dampfschifffahrtsgesellschaft in Dresden mit der Bau-Nr. 254 als oszillierende Niederdruck-Zweizylinder-Zwillings-Dampfmaschine mit Einspritzkondensation. Die Leistung betrug 120 PSi.
In den Jahren 1911/12 wurde die Maschine zur Verbundmaschine umgerüstet. Die Leistung betrug jetzt 230 PSi. Der vorhandene Drei-Flammrohr-Kofferkessel mit der Baunummer 451 wurde durch einen Zwei-Flammrohr-Zylinderkessel mit 10 bar Dampfdruck der Dresdener Maschinenfabrik und Schiffswerft Uebigau AG mit der Baunummer 2414 ersetzt. Ebenfalls von Übigau stammt die im gleichen Jahr eingebaute Dampfsteuermaschine mit der Baunummer 1379. Im Jahr 1982 wurde ein neuer Kessel mit 10 bar Dampfdruck des VEB Dampfkesselbau Übigau mit der Baunummer 15783 eingebaut. Seit 1993 gibt es eine automatische Ölfeuerung. Die Passagiere können die Kurbelwelle und die seitlichen Radschaufeln durch eine Öffnung im Mitteldeck bzw. durch Sichtfenster beobachten.
Zur Bedienung der gesamten Schiffstechnik waren noch bis 1993 zehn Personen notwendig.

## Kapitäne des Schiffes (Auswahl)
- Friedrich Ignatz Beckel 1887–1894
- Carl Friedrich Hering 1895–1897
- Heinrich August Keilig 1898–1911
- Johannes Heinrich Horn 1912–1920

## Galerie

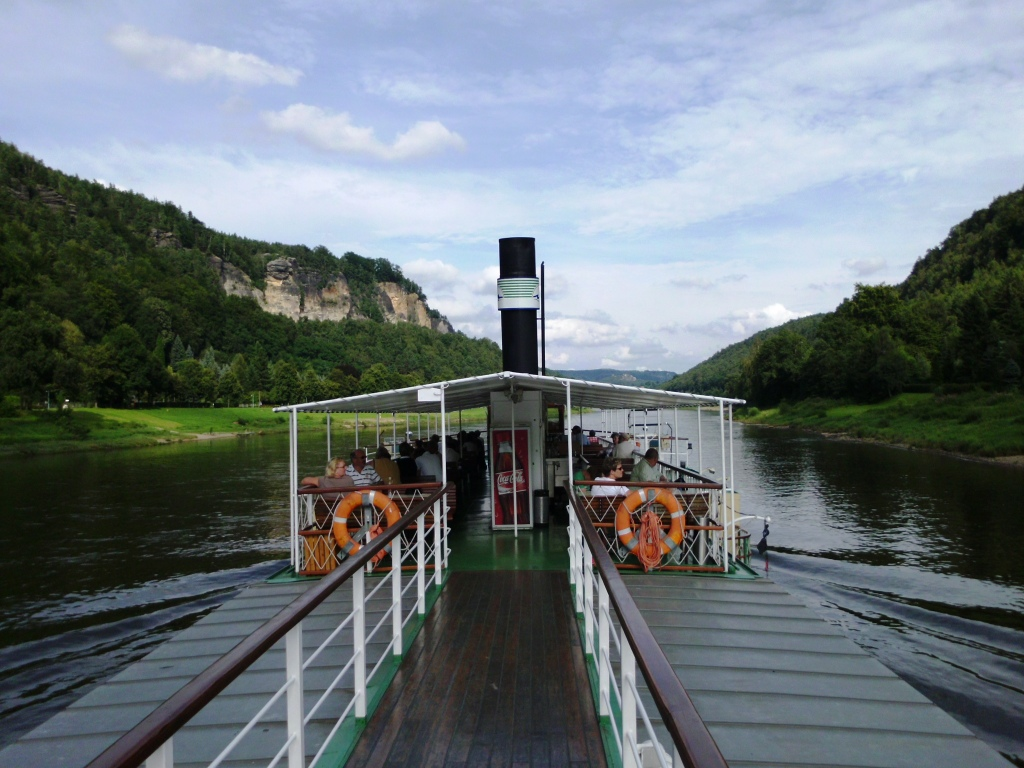
An Oberdeck der Pillnitz auf dem Weg nach Bad Schandau
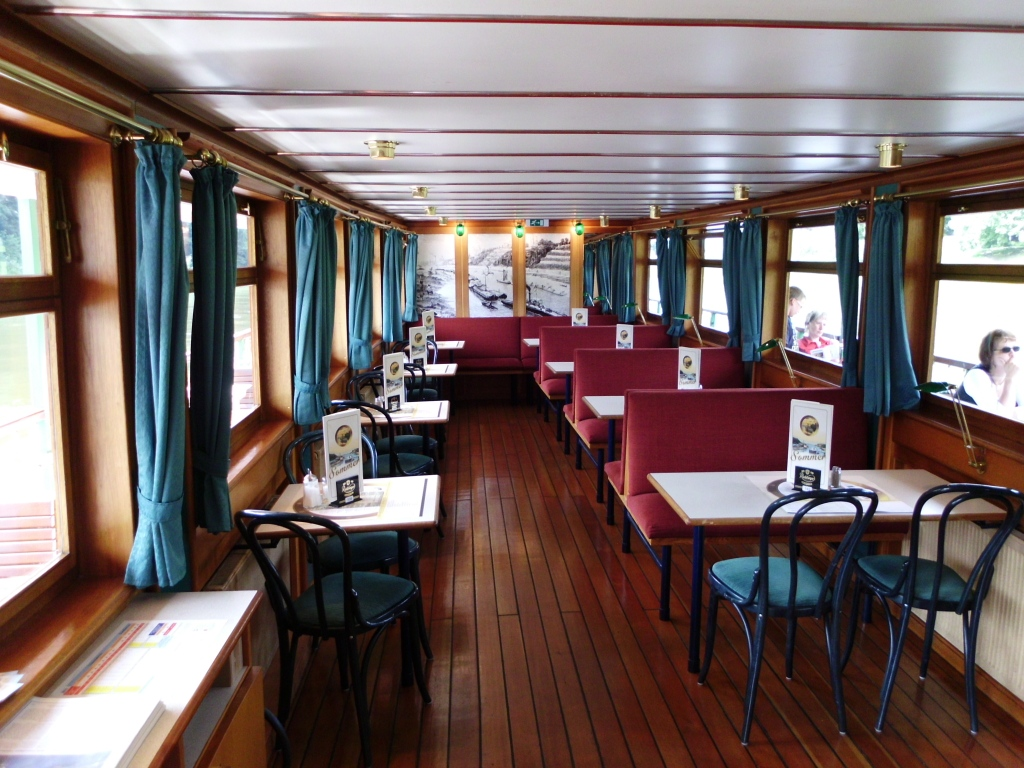
Blick in den hinteren Salon der Pillnitz
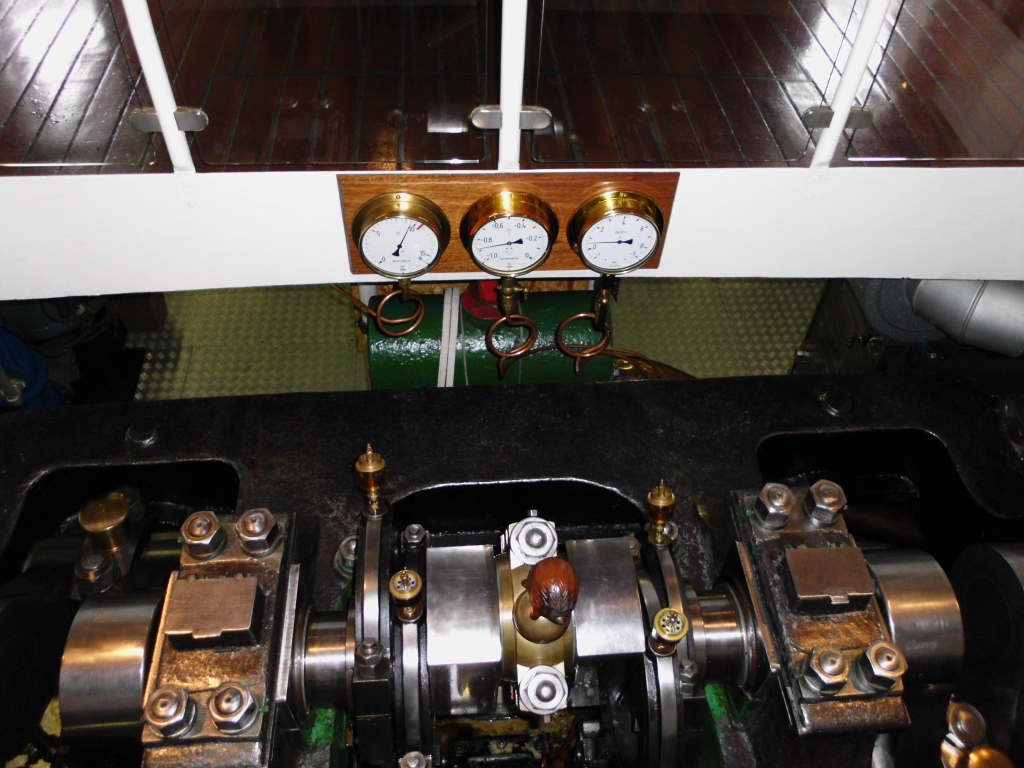
Dampfmaschine der Pillnitz
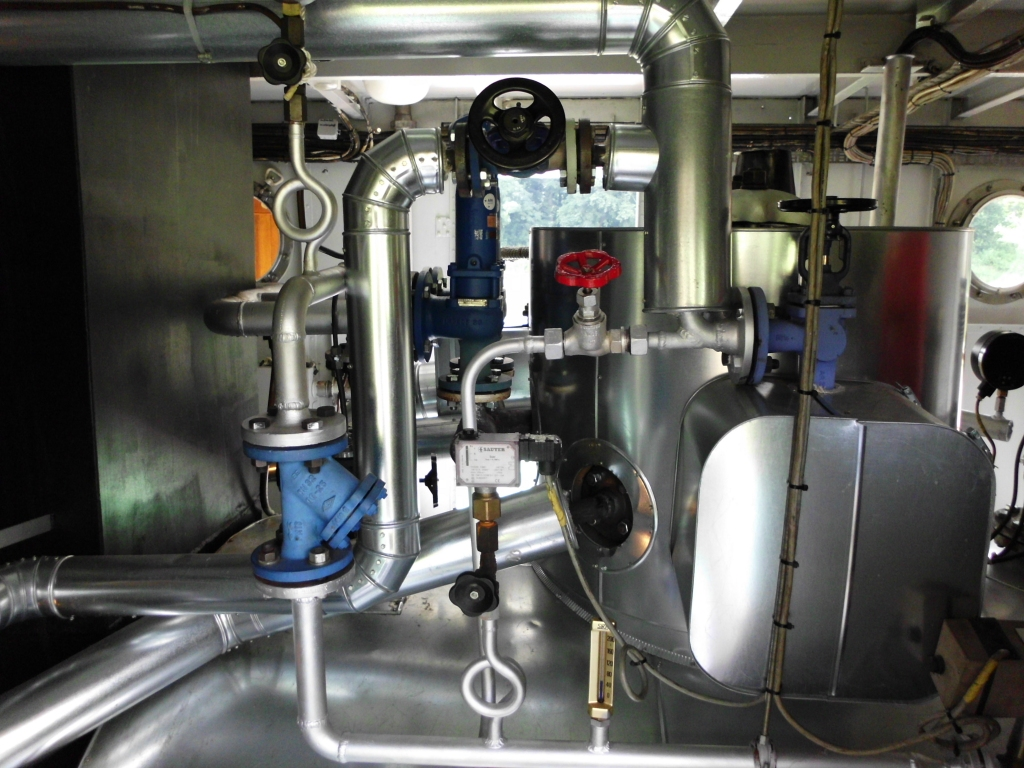
Blick in den Kesselraum der Pillnitz
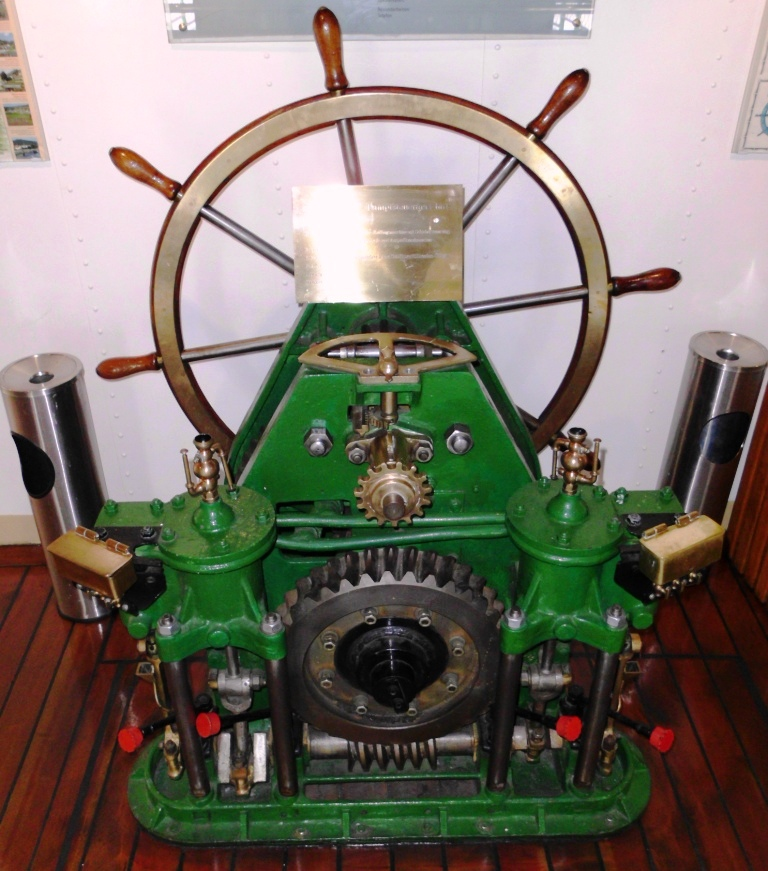
Dampfrudermaschine der Pillnitz